# Medfield (Massachusetts)
Medfield – miasto w Stanach Zjednoczonych, w stanie Massachusetts, w hrabstwie Norfolk.